# Centre Nacional d'Investigacions Oncològiques
El Centro Nacional de Investigaciones Oncológicas (CNIO) és una institució pública espanyola dedicada a la investigació, diagnosticament i tractament del càncer. La seva seu està en el campus de Chamartín de l'Institut de Salut Carlos III, a Madrid. La gestió estatal es realitza a través d'una fundació creada l'efecte.
El centre va ser fundat el 1998 per l'Institut de Salut Carlos III, depenent del Ministeri de Sanitat, Serveis Socials, i Igualtat d'Espanya. Des de llavors, la seva intenció és dotar-lo d'infraestructures punteres en relació amb la investigació del càncer. Va ser dirigit per Mariano Barbacid, des de 1998 fins al 21 de juny de 2011, al qual va succeir María Blasco Marhuenda, fins que fou acomiadada el 2025, enmig d'una polèmica.

## Investigacions i publicacions
- 16 d'agost de 2007. La revista Nature publica els resultats d'un treball desenvolupat en el laboratori del Dr. Mariano Barbacid, cap del Grup d'Oncologia Experimental del (CNIO), en el que demostren que la proteïna-cinasa depenent de ciclina coneguda com a Cdk1 és suficient per executar i culminar totes les etapes del cicle cel·lular en els organismes superiors.
- 19 de juliol de 2007. La revista Nature publica els resultats d'un estudi coordinat pel Dr. Manuel Serrano Marugán, cap del Grup de Supressió Tumoral del CNIO amb a la Dra. María Antonia Blasco Marhuenda i el Dr. José Viña Ribes, de la Universitat de València, posen de manifest l'existència d'una relació entre els mecanismes que confereixen protecció vers al càncer i vers a l'Envelliment humà.
- 5 de juny de 2007. La revista Nature publica el Genoma de la leucèmia limfàtica crònica, treball multidisciplinari dins del projecte genoma del càncer en el que ha col·laborat, juntament amb moltes altres institucions, el CNIO.[3][4]